# Li Dongmei
Li Dongmei (chiń. upr. 李冬梅; pinyin Lǐ Dōngméi; ur. 6 listopada 1969 w Changchunie) – chińska koszykarka, występująca na pozycji środkowej, reprezentantka kraju, multimedalistka międzynarodowych imprez koszykarskich, po zakończeniu kariery zawodniczej trenerska koszykarska.
Jej córka Li Xi jest także koszykarką.

## Osiągnięcia
Na podstawie, o ile nie zaznaczono inaczej.

### Drużynowe
- Wicemistrzyni Chin (2006)[4]

### Reprezentacja
Seniorska
- Wicemistrzyni:
  - olimpijska (1992)[5]
  - mistrzostw świata (1994)[6]
- Brązowa medalistka igrzysk azjatyckich (1994)[7]
- Uczestniczka:
  - igrzysk olimpijskich (1992, 1996 – 9. miejsce)[8][9][10]
  - mistrzostw świata (1990 – 9. miejsce, 1994)[11]

Młodzieżowa
- Mistrzyni uniwersjady (1993)
- Uczestniczka mistrzostw świata U–19 (1985 – 4. miejsce)[12]

### Trenerskie
Asystentka
- Mistrzostwo Azji U–18 (2016)[13]
- Mistrzostwa świata U–19 (2015 – 7. miejsce)